# 배설언론상
배설언론상은 대한매일신보(서울신문의 전신)를 창간해 일제의 침략상을 폭로하면서 일본의 대한제국 침략을 저지하고 개화기 조선의 자유언론 창달에 이바지한 공로로 대한민국 정부로부터 '건국훈장 대통령장'을 받은 영국 출신 언론인 어니스트 베델(배설, 裵說, Bethell, 1872 ~ 1909)의 서거 100주년인 2009년에 배설 선생 기념사업회가 만든 언론상이다.

## 역대 수상자
| 연도       | 수상자               |
| ---------- | -------------------- |
| 2009년 1회 | 임홍빈 문학사상 회장 |
| 2009년 1회 | 강석천 조선일보 주필 |

## 특별 공로상
- 2009년 1회 조선일보 : 창간 89주년